# 罗纳德·德波尔
罗纳德乌斯·“罗纳德”·德波尔（荷蘭語：Ronaldus "Ronald" de Boer，(荷蘭語發音：[ˈroːnɑld də ˈbuːr]，1970年5月15日—），前荷蘭國家足球隊成員，世界足壇最佳荷蘭巨星之一。司職中場，現已退役。

## 生平
朗奴·迪保亞出身於荷蘭班霸球會阿積士，起先曾效力荷蘭小型球會川迪，兩季後重返阿積士。在阿積士期間朗奴·迪保亞贏得了1995年歐洲聯賽冠軍杯。
朗奴·迪保亞是國家隊另一主力法蘭·迪保亞的攣生兄弟。他也曾參加過1998年世界杯，但由於他司職中場，而荷蘭國家隊中場人才又甚多，所以朗奴·迪保亞的表現向來都不及法蘭·迪保亞。這在1998年他隨法蘭·迪保亞轉投西班牙超級球會巴塞羅那後更為明顯。在巴塞羅那期間朗奴·迪保亞效力了兩季，只上陣了33場比賽取得僅1個入球。
於是朗奴·迪保亞在2000年轉到英國效力蘇格蘭班霸格拉斯哥流浪效力四季。2004年再轉到中東聯賽球會效力。
2008年3月19日，朗奴·迪保亞宣佈與中東聯賽球會阿沙美解約，正式結束球員生涯。

## 榮譽
阿積士
- 荷甲：1989–90、1993–94、1994–95、1995–96、1997–98
- 荷蘭盃：1997–98
- 荷蘭超級盃／告魯夫盾：1993、1994、1995
- UEFA Champions League：1994–95
- 欧洲超级杯：1995
- Intercontinental Cup：1995

巴塞罗那
- 西甲：1998–99

格拉斯哥流浪
- Scottish Premier League: 2002–03
- Scottish Cup: 2001–02, 2002–03
- Scottish League Cup: 2002–03

艾雷恩
- Emir of Qatar Cup: 2005

個人
- Dutch Footballer of the Year: 1994, 1996
- 金球奖：1996 (第28名)[1]、1998 (第21名)[2]

## 外部連結
- 個人官方網站